# ホーホザウアーラント郡
ホーホザウアーラント郡 (ドイツ語: Hochsauerlandkreis) は、ドイツ連邦共和国ノルトライン＝ヴェストファーレン州南東部のアルンスベルク行政管区に属す郡である。この郡は同州で最も広い郡である。

## 地理

### 位置
この郡をルール川とレネ川が流れている。この2つの川は共にホーホザウアーラント郡に属する自治体の1つであるヴィンターベルク内から湧出している。
ホーホザウアーラント郡で最も高い山は、同時にノルトライン＝ヴェストファーレン州で最も高い山でもあるランゲンベルクで、海抜 843.2 m である。逆に郡内で最も標高の低い地点はアルンスベルク＝フォスヴィンケルのルール川沿い、フュヒテン邸付近の海抜 146 m である。

### 隣接する郡
ホーホザウアーラント郡は、北西から時計回りにゾースト郡、パーダーボルン郡、ヘクスター郡（いずれもノルトライン＝ヴェストファーレン州）、ヴァルデック＝フランケンベルク郡（ヘッセン州）、ジーゲン＝ヴィトゲンシュタイン郡、オルペ郡、メルキシャー郡（再びノルトライン＝ヴェストファーレン州）と境を接している。

## 歴史
ホーホザウアーラント郡は、ザウアーラント/パーダーボルン法に基づいて、1975年1月1日に現在の形になった。それ以前この地域は、アルンスベルク郡、メシェデ郡、ブリーロン郡に分かれていた。1975年の再編により、旧アルンスベルク郡のヴァールシュタインはゾースト郡に、バルヴェとアスベックはメルキシャー郡に編入された。アムト・ゼルケンローデは早くも1969年に旧メシェデ郡からオルペ郡に移管されていた。
新しく成立したホーホザウアーラント郡には、ヴィトゲンシュタイン郡からノイアステンベルク、モルザイフェン、ランゲヴィーゼ、ホーエライエが加わった。旧ビューレン郡からは、エッセントー、メールホーフ、ヴェストハイムがマルスベルク市に移管された。

### 人口推移
| 年   | 人口（人） |
| ---- | ---------- |
| 1975 | 269,748    |
| 1980 | 267,979    |
| 1985 | 260,684    |
| 1990 | 268,627    |
| 1995 | 283,857    |
| 2000 | 281,830    |
| 2005 | 277,219    |
| 2010 | 267,601    |
| 2015 | 263,762    |
| 2020 | 259,030    |

上記のように21世紀初頭においてホーホザウアーラント郡内の人口は減少傾向にある。そして、2015 IT.NRW の予測では、今後も人口減少傾向は変わらないとされている。2014年から2040年までの間に人口は 16 % 減少すると予測されている。さらに労働者人口に至っては 27.4 % 減少する（136,400人から 99,700人と 36,700人減少）と、同時期の年齢推移に基づいてIT.NRW は予測している。

## 行政

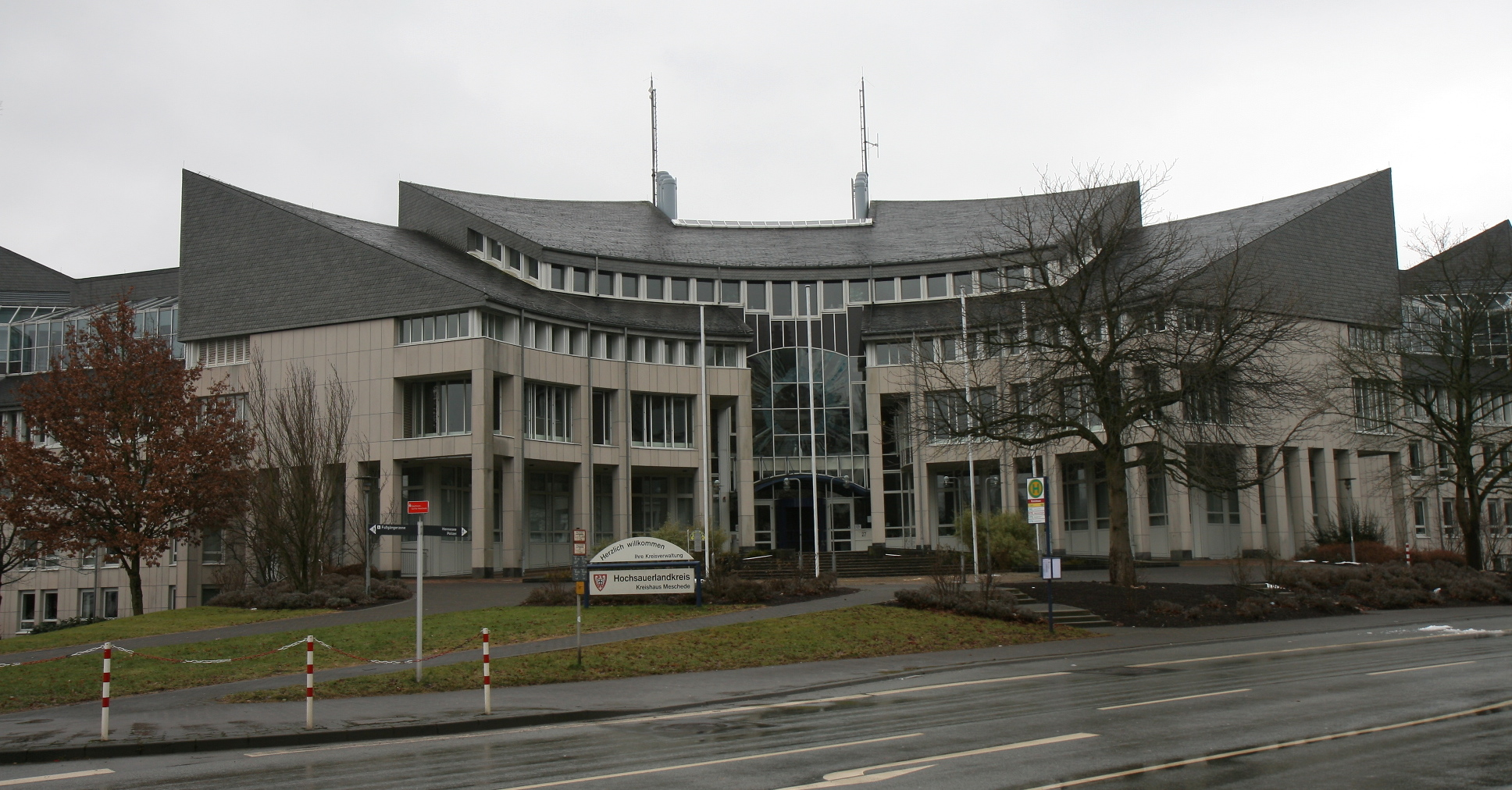
ホーホザウアーラント郡の郡庁舎

### 郡議会
2020年9月13日の郡議会選挙結果とそれに基づく議席配分を以下に示す。
| 政党                       | 得票率 (%) | 議席数 |
| -------------------------- | ---------- | ------ |
| CDU                        | 48.3       | 26     |
| SPD                        | 21.2       | 12     |
| GRÜNE                      | 13.6       | 7      |
| FDP                        | 6.1        | 3      |
| AfD                        | 3.7        | 2      |
| Sauerländer Bürgerliste    | 3.0        | 2      |
| Freie Wähler Hochsauerland | 2.1        | 1      |
| DIE LINKE                  | 2.0        | 1      |

### 郡長
- 1975年 - 1991年: ロルフ・フュルグレーベ (CDU)
- 1991年 - 2005年: フランツ＝ヨーゼフ・ライコップ (CDU)（1995年5月1日から専任）
- 2005年 - : カール・シュナイダー (CDU)

### 上級郡行政官
二頭制時代の行政責任者
- 1975年 - 1987年: アーダルベルト・ミュルマン
- 1987年 - 1995年: エーゴン・ミュール

### 紋章、旗、幟
ホーホザウアーラント郡は、紋章、旗、幟を使用する権利を有している。
紋章の図柄: 赤地に、銀色（白）の小盾を掲げた銀色（白）の鷲。小盾には両端まで達する黒い十字が描かれている。
紋章の解説: ホーホタウヌス郡は、かつてのアルンスベルク伯領とヴェストファーレン公領を含んでいる。郡の紋章には、両領邦の紋章の意匠がそれぞれ取り込まれている。元々赤と銀に彩色されていたアルンスベルクの鷲と、ケルン選帝侯の十字である。この紋章は廃止されたアルンスベルク郡に対して1963年10月31日に認可された紋章であった。新しい郡にこの紋章を用いることは、1975年10月31日に確認された。
- 旗
- 幟

### 姉妹地域
ホーホザウアーラント郡は以下の地域と姉妹地域協定を締結している。
- オレスノ郡（ポーランド語版、英語版）（ポーランド、オポーレ県）
- メギド地区（イスラエル）
- ウェスト・ロージアン（イギリス）

## 郡の構成
ホーホザウアーラント郡は12の市町村で構成されている。このうち10が「市」の称号を有している。10市の内、ブリーロン、メシェデ、シュマレンベルク、ズンデルン (ザウアーラント) の4市が、人口25,000人から6万人の中規模郡都市である。アルンスベルク市は、人口6万人以上の大規模郡都市に分類される。
以下のリストはホーホザウアーラント郡の市町村をアルファベット順に列記し、かっこ内に2023年12月31日現在の人口を示したものである。
| 市 1. アルンスベルク (Arnsberg 74,206) 2. ブリーロン (Brilon 25,624) 3. ハレンベルク (Hallenberg 4,488) 4. マルスベルク (Marsberg 19,704) 5. メーデバッハ (Medebach 8,108) 6. メシェデ (Meschede 29,988) 7. オルスベルク (Olsberg 14,481) 8. シュマレンベルク (Schmallenberg 24,970) 9. ズンデルン (ザウアーラント) (Sundern (Sauerland) 27,783) 10. ヴィンターベルク (Winterberg 12,792) 町村 1. ベストヴィヒ (Bestwig 10,677) 2. エスローエ (ザウアーラント) (Eslohe (Sauerland) 8,953) | ホーホザウアーラント郡の市町村図 |

## 自然と環境
ホーホザウアーラント郡の自然には、未だに多様性が残されている。このため、珍しい動植物が棲息する保護すべき地域が数多く存在する。多くの種がここをノルトライン＝ヴェストファーレン州における繁殖地にしている。たとえば、ナベコウ、ワシミミズク、オオモズ、マミジロノビタキなどである。これが、様々な広さの保護区が数多く指定されることにつながっている。
ホーホザウアーラント郡には全部で177の自然保護区があり、その総面積は約 7,800 ヘクタールである。さらに 55か所、約 3万ヘクタールの FFH-地域がノルトライン＝ヴェストファーレン州を介して欧州連合に届出されている。このため、自然保護区の大部分は、さらに大きなFFH-地域の一部になっている。2つの鳥類保護区が完全にホーホザウアーラント郡内に含まれており、さらに2つの鳥類保護区の一部がホーホザウアーラント郡に属す。その1つはメーデバッハー・ブフト欧州鳥類保護区である。鳥類保護区も自然保護区や FFH-地域と重なっている。この他に、保護すべきビオトープは、たとえば自然文化財に指定されている。
ホーホザウアーラント郡は、郡域全体について風致計画が立案されている、ノルトライン＝ヴェストファーレン州では非常に珍しい郡である。ズンデルンとアルンスベルクの風致計画はすでに改訂がなされている。

## 経済と社会資本

### 経済
郡の経済は、中小企業に大きく依存している。製造業の被雇用者数は、全体の44 % で、州平均を大きく上回る。サービス業が 55 % と、最も大きな経済分野になっている。1980年代には、州内で最も失業率が高かったが、現在では 6 % 程度にまで減少している。
アルンスベルクおよびヘルヴェーク＝ザウアーラント商工会、ジュートヴェストファーレン手工業会は、アルンスベルクに本部を置いている。ホーホザウアーラント郡の他にメルキシャー郡、オルペ郡、ジーゲン＝ヴィトゲンシュタイン郡がこれらの業界団体の管轄地域に含まれる。
多くの隠れたチャンピオン企業がホーホザウアーラント郡に本部を置いている。たとえば、ブルクバート、ケッテンヴルフ、オーフェントロプ、リッツェンホフ、ティタール、トリルクス、ウムアレックス、ヴェーパなどである。地元企業の重点は、機械製造、自動車部品、照明技術、繊維分野や素材加工業である。ホーホザウアーラント郡の有名企業あるいは大企業には、ボルベート、ブレーケルマン、イェーガー・ウント・ブッセ、ツェントロテック、ファルケ、ホンゼル、ホペッケ、インタープリント、オルスベルガー、ヒュッテ、ゼフェーリン・ウント・ヴェルティンスがある。この他にアルンスベルクには照明産業センターが、シュマレンベルクにはザウアーラント繊維産業センターがある。
ホーホザウアーラント郡は、オルペ郡、ジーゲン＝ヴィトゲンシュタイン郡、ゾースト郡、メルキシャー郡とともにレギオナーレ 2013 を開催した。

### メディア
ホーホザウアーラント郡の最も重要な日刊紙が「ヴェストファーレンポスト」と「ヴェストフェリシェ・ルントシャウ」である。ともにフンケ・メディアグループに属す両紙は、ほとんどの市町村に編集局またはオフィスを有している。さらに多くの市町村で水曜日と日曜日に「ザウアーラントクリーアー」が、郡東部の市町村では水曜日に「ブリーロナー・アンツァイガー」が無料で配布されている。同じく水曜日にアルンスベルクとズンデルンでは「ヴォーヒェンアンツァイガー」が刊行されている。
ホーホザウアーラント郡全域が、ラジオ・ザウアーラントの送信対象地域である。このローカルラジオ局はメシェデに本社を置いている。西部ドイツ放送のホーホザウアーラント郡向けテレビ・ラジオスタジオは、WDR ジーゲン・スタジオである。この放送局の地方スタジオは、アルンスベルクにある。

### 交通

#### 鉄道
1870年-1873年以降、ベルギシュ＝メルキシェ鉄道会社のオーベレ・ルールタール鉄道が、ハーゲン - アルンスベルク - メシェデ - オルスベルク - マルスベルク - ヴァールブルクとホーホザウアーラント郡を貫いている。この路線の計画・建設期間が長く延期されたのは、早い時期に開発された近隣地域に対する経済的な立ち後れが原因である。逆に、この鉄道開通は、特に現在のホーホザウアーラント郡西部に経済的刺激を与えた。この路線は、ホーホザウアーラント郡の鉄道旅客・貨物交通に中心的な重要性を有している。
この幹線から支線が分岐している。これらの支線は19世紀から20世紀への変わり目頃にプロイセン邦有鉄道によって建設され、それまで開発が遅れていたルール川の横谷や山地を交通技術的に開発した。
- 1900年/1901年: ブリーロン・ヴァルトからブリーロン市、さらにビューレン方面。
- 1902年/1908年: ヌトラーからヴィンターベルクを経由してヘッセンのエーダータールへ。
- 1911年: ヴェネメンからフィネントロプへのルール＝ジーク線。ヴェンホルトハウゼンでフレーデブルク（現在はバート・フレーデブルク）行きが分岐する。フレーデブルクからは、1889年にすでにアルテンフンデム行きが開通していた。
- 1914年: ブリーロン・ヴァルトからヴァルデキシェ・ウプラントを経由してコルバッハまで。

アルンスベルクのネーハイム＝ヒュステン市区も、旅客・貨物の両方にとって乗り換え・積み替え駅となった。1898年に AG ルール＝リッペ軽便鉄道がここからゾーストに、1907年にはルールタールを本線と平行にアルンスベルクまで狭軌鉄道を開通させた。旅客運行は廃止されたが、貨物運行は従前通り行われている。ネーハイム＝ヒュステンからのもう1つの軽便鉄道路線は、1900年に西部ドイツ鉄道会社が開通させたレールタールを通ってズンデルンに至る路線である。この路線はレールタールの工業開発に決定的な役割を演じた。現在この路線は散発的に貨物列車が利用するだけである。旅客運行再開の議論は、ノルトライン＝ヴェストファーレン州政府の「統合総合交通計画」の否定的な評価によって頓挫した。
1902年からヴィンターベルガー高地の東部を、シュタインハレからメーデバッハへの軽便鉄道が運行していた。この路線は、300 m 以上の高度差を機関車を重連することで克服していた。
ヴェストフェリシェ・ランデス鉄道 GmbH も1898年に開通させたベレッケからブリーロン市への路線で貢献した。
さらに19世紀から20世紀初めに、いくつかの工業専用線が開発された。たとえばラムスベッカー鉱山地域と現在のルールタール鉄道本線間や、東部のやはり鉱山輸送のためのレーネ＝ディーメルタール鉄道などである。

#### アウトバーン
郡内のアウトバーンは、A44、A46、A445号線である。A445号線は、ヴェルル・ジャンクションでA46号線とA44号線（ドルトムント - カッセル）とを結んでおり、北のハム方向へ通じている。アルンスベルク方面で A445号線はそのまま A46号線となり、東方向へ伸びている。この道路には、ネーハイム、ネーハイム南、ヒュステン、アルンスベルク旧市街、アルンスベルク東、フライエノール、ヴェネメン、エンステ、メシェデ、ベストヴィークのインターチェンジがある。さらにブリーロンを通って、ヴュネンベルク＝ハーレンインターチェンジで A44号線と交差する延伸が計画されている。アルンスベルク＝ネーハイムとヘーマーとの間にメンデン (ザウアーラント) を通る中間接続線も計画されている。A44号線は郡北東部のマルスベルクを通っている。

#### 航空
メシェデのシューレン地区にカテゴリーII の飛行場であるメシェデ＝シューレン飛行場がある。アルンスベルクのフォスヴィンケル地区の北には、アルンスベルク＝メンデン飛行場がある。ブリーロンのテューレン地区には、特別飛行場に分類されるブリーロン＝テューレン飛行場がある。シュマレンベルク＝レネフェルト飛行場は、シュマレンベルクの北西約 4 km にある。ホーホザウアーラント郡は、パーダーボルン/リップシュタット空港に関わっている。

## 関連図書

### 書籍
- Statistisches Bundesamt, ed (1983). Historisches Gemeindeverzeichnis für die Bundesrepublik Deutschland. Namens-, Grenz- und Schlüsselnummernänderungen bei Gemeinden, Kreisen und Regierungsbezirken vom 27.5.1970 bis 31.12.1982. Stuttgart: Kohlhammer. ISBN 978-3-17-003263-7
- Belke, Eduard; Bruns, Alfred; Müller, Helmut (1986). Sauerländer Heimatbund e.V.. ed. Kommunale Wappen des Herzogtums Westfalen, Kurkölnisches Sauerland. Arnsberg: Strobel. ISBN 978-3-87793-017-5

これらの文献は、翻訳元であるドイツ語版の参考文献として挙げられていたものであり、日本語版作成に際し直接参照してはおりません。

### ウェブ
- “Weltmarktführer und Bestleistungen der Industrie aus Südwestfalen” (PDF) (2015年6月23日). 2018年2月8日閲覧。
- “Hauptsatzung des Hochsauerlandkreises” (PDF) (2015年6月23日). 2018年2月7日閲覧。
- “Kommunalprofil Hochsauerlandkreis” (PDF).   Information und Technik Nordrhein-Westfalen (IT.NRW) (2017年5月31日). 2018年2月7日閲覧。
- “Gesetz zur Neugliederung der Gemeinden und Kreise des Neugliederungsraumes Sauerland/Paderborn (Sauerland/Paderborn-Gesetz)”.   Ministerium des Innern Nordrhein-Westfalen (2018年2月). 2018年2月8日閲覧。